# Elisa K
Elisa K és una pel·lícula catalana de 2010, dirigida per Jordi Cadena i Judith Colell i basada en la novel·la Elisa Kiseljak de Lolita Bosch.
Es va estrenar el 21 de setembre al Festival Internacional de Cinema de Sant Sebastià, on va obtenir el Premi del Jurat, i dos dies més tard va ser la seva estrena als cinemes de Barcelona.
Elisa K és un experiment que, sense deixar de pensar en el públic, planteja una aposta cinematogràfica molt innovadora. Narra una història de superació personal arran de la violació d'una menor per part d'un amic del seu pare. La pel·lícula tracta de l'abús sexual a menors, i ho fa amb pudor i una curosa posada en escena, fent servir l'el·lipsi.
Elisa K conté dues parts ben diferenciades, fins i tot tècnicament: la primera és en blanc i negre i càmera fixa i la segona és en color i està rodada amb càmera a l'espatlla. Són les dues parts en què es trenca la vida de l'Elisa. Pren com a escenaris principals Barcelona, Sabadell, la Floresta i l'estació de Valls.

## Argument
L'Elisa és una nena a punt de fer els onze anys. Els pares s'han separat, i anirà a passar uns dies a Barcelona, amb el seu pare i els seus germans. Allà, l'amic del seu pare la viola, i promet que li regarlarà una polsera de plata si deixa de plorar. Quan torna al poble està estranya, però ningú no s'adona de què li passa, i ella no és capaç d'explicar-ho. Anys més tard, ja amb vint-i-quatre, recorda de sobte alguna cosa horrible, i truca a la seva mare espantada demanant-li ajut.

## Repartiment
- Aina Clotet: Elisa
- Nausicaa Bonnín: amiga d'Elisa
- Maria de la Pau Pigem
- Ramon Madaula: narrador (veu)
- Jordi Gràcia: amic del pare
- Pep Sais: professor
- Lydia Zimmermann: mare
- Hans Richter: pare
- Ricard Farré: germà
- Pol Montañés: germà
- Clàudia Pons: Elisa (nena)

## Producció
Elisa K és una lliure i a la vegada fidel adaptació de la novel·la de Lolita Bosch Elisa Kiseljak. Kiseljak és una ciutat de Bòsnia i Hercegovina que va ser assetjada durant mesos durant la guerra dels Balcans. La història s'estructura en dos temps, el de la infància d'Elisa K i el de la seva joventut uns anys més tard, permet que el film s'hagi construït en forma de díptic: infància/joventut; blanc i negre/color; narració en tercera persona/narració en primera persona; cinema contemplatiu/cinema passió.
El primer temps es fa càrrec del fragment de l'Elisa nena i ens explica el que li va passar quan tenia 11 anys, assumit per Jordi Cadena i realitzat en blanc i negre, és més distanciat i busca una tensió entre les imatges i una veu narrativa en off. La veu en off (Ramon Madaula) és omnipresent i s'avança uns segons al que veurem, gairebé es converteix en la coprotagonista de la història, i ens explica una sèrie d'esdeveniments com si els observés a través d'un vidre (literalment quan estan a dins del restaurant), com si no fos possible entrar en el seu interior. La càmera manté la distància marcada pel narrador, no s'atreveix a acostar-se als personatges, no converteix cap fet en marcadament explícit i intenta evitar donar respostes fàcils i senzilles.
El segon temps, a càrrec de Judith Colell, retroba la noia catorze anys després, quan un fet fortuït li desperta el record i la sumeix en una espiral de violència, és en color, i és un treball sobre el cos (amb una esforçada interpretació d'Aina Clotet) a partir de la manifestació dramàtica del record.
Cadena i Colell van decidir que l'abús sexual hi fos de manera el·líptica (la violació es produeix amb el pare de la nena adormit al costat i el germà gronxant-se a la terrassa) però aportant arguments prou convincents: no importa el grau de l'abús, sinó el fet que ha existit i les seves conseqüències.

## Festivals i premis
- Stockholm International Film Festival 2010
- Mujeres en Dirección. Semana Internacional de Cine de Cuenca 2010
- Bahamas International Film Festival 2010
- Spanish Cinema Now - Nova York 2010
- Montpellier Mediterranean Film Festival 2010
- Montreal Festival of Nouveau Cinema 2010
- Abycine - Albacete International Film Festival 2010 - Premi del públic
- Festival de Cinema Espanyol de Toulouse (Cinespaña) 2010
- Festival Internacional de Cinema de Sant Sebastià - Secció Oficial 2010 - Premi Especial del Jurat[10]
- The Times BFI London Film Festival 2010
- Festival du Cinéma Espagnol a Nantes 2011 - Menció especial
- VIVA! Spanish Film Festival 2011
- Premi Sant Jordi de RNE Catalunya 2011 - Premi a la millor actriu principal[1]
- Premi Nacional de Cultura 2011 en la categoria de cinema.[11]